# L. W. Wright
L. W. Wright war das Pseudonym eines Trickbetrügers, dessen wirkliche Identität bis heute ungeklärt ist. Im Frühjahr 1982 erschwindelte er sich in den USA fast 40.000 $ sowie einen Start bei einem Automobilrennen in der höchsten nationalen Motorsportklasse und verschwand unmittelbar danach spurlos.

## Legende und Identität
Die Figur des L. W. Wright trat nur in einer kurzen Phase im April und Mai 1982 öffentlich in Erscheinung; wahrscheinlich waren es nicht mehr als zwei Wochen. Nachdem Wright am 2. Mai 1982 an einem Autorennen teilgenommen hatte, tauchte er unter, ohne eine Spur zu hinterlassen.
Zu L. W. Wright wurden im April 1982 in der regionalen Presse einige Daten verbreitet, die ausschließlich auf den Auskünften der diesen Namen führenden Person und ihres angeblichen Managers beruhen. Danach war Wright 33 Jahre alt und ein erfahrener Autorennfahrer (Racing Veteran). Er habe in seiner Karriere bereits 43 Grand-National-Rennen bestritten. Als Anschrift gab er eine Adresse in Hendersonville, Tennessee, an, die jedenfalls für eine kurze Zeit im April 1982 tatsächlich zutraf.
Wer L. W. Wright tatsächlich war, ist nach wie vor ungeklärt. Einige seiner Geschäftspartner, die durch ihn wirtschaftliche Schäden erlitten hatten, ließen erfolglos Detektive nach ihm suchen. Eine Zeitungsnotiz aus dem Juni 1982 verbreitete zusammenhanglos die Information, Wrights Mutter habe in Richlands, Virginia, gelebt.

## L. W. Wrights Betrug im Motorsport

### Vorgeschichte

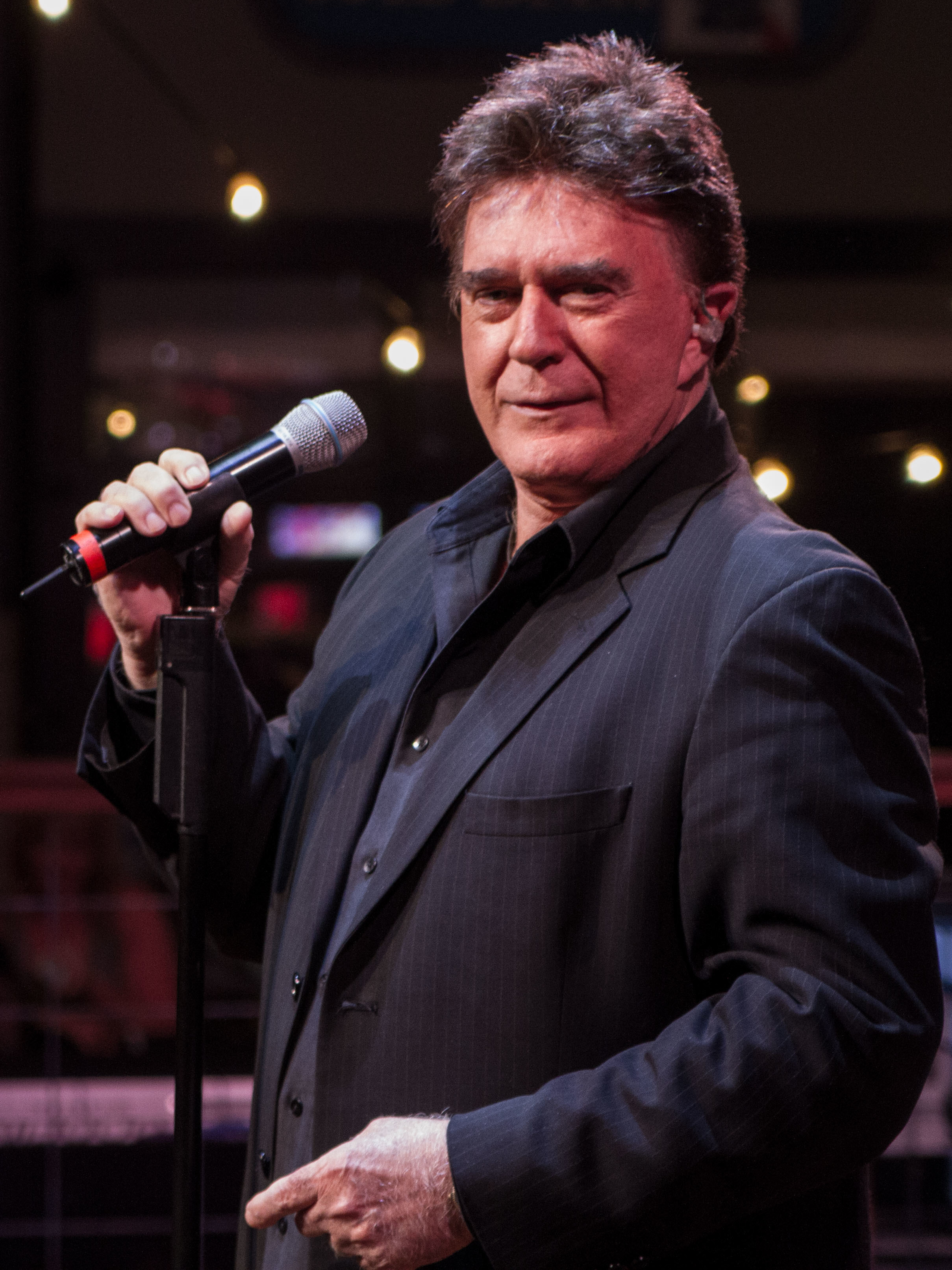
Angeblicher Sponsor Wrights: T. G. Sheppard

Im April 1982 meldete sich Wright nach Ablauf der regulären Meldefrist zum Winston 500, dem 9. Lauf des US-amerikanischen NASCAR Winston Cup 1982, der für den 2. Mai 1982 auf dem Talladega Superspeedway in Alabama angesetzt war. Sein Team nannte er Music City Racing. Die Meldebezeichnung nahm Bezug auf die Stadt Nashville, Tennessee, in der Countrymusik eine herausragende Rolle spielt und die deshalb den Beinamen Music City trägt.
Ende April 1982 kontaktierte eine Person namens William Dunaway, die sich als Wrights Manager ausgab, „auf der Suche nach Publicity“ die in Nashville erscheinende Tageszeitung The Tennessean. Dunaway kündigte Wrights bevorstehenden Einsatz bei den Winston 500 an. Wright werde bei diesem Rennen finanziell von den international bekannten Country-Sängern Merle Haggard und T. G. Sheppard unterstützt. The Tennessean führte daraufhin ein telefonisches Interview mit Wright. Am 25. April 1982 – genau eine Woche vor dem geplanten Rennen – brachte die Zeitung eine 15-zeilige Notiz über Wrights bevorstehenden Renneinsatz, bei dem Merle Haggard anwesend sein werde.
Zu dieser Zeit – ob vor oder nach der Presseveröffentlichung, ist nicht zweifelsfrei belegt – überredete Wright den Geschäftsmann B.W. Terrell, der in Nashville die Marketingagentur Space Age Marketing betrieb und nach eigenem Bekunden weder Wright kannte noch Erfahrung im Motorsport hatte, ihn mit Geldmitteln für den Renneinsatz bei den Winston 500 auszustatten. Terrell überließ Wright 37.500 US-$ (Wertäquivalent im Januar 2021 etwa 100.500 US-$), davon 30.000 US-$ für den Kauf eines Rennwagens und weitere 7.500 US-$ für sonstige Kosten; darüber hinaus stellte er Wright ein Zugfahrzeug zur Verfügung. Wright kaufte daraufhin von dem Rennfahrer Sterling Marlin für 20.700 US-$ ein Auto und gab weitere 3500 US-$ für Goodyear-Reifen, Ersatzteile und sonstiges Zubehör aus. Die meisten Positionen bezahlte Wright mit Schecks; lediglich das Auto zahlte er anteilig in bar. Sterling Marlin übernahm schließlich die Rolle des Teammanagers bei Music City Racing.
In der Woche vor dem Rennen kamen erste Zweifel an Wrights Geschichte auf. So hatte der Sänger T. G. Sheppard unmittelbar nach der Veröffentlichung des Tennessean die Unterstützung Wrights dementiert und bestritten, Wright überhaupt zu kennen. Wright erklärte daraufhin, die Sponsorbeziehung zu Sheppard sei verfrüht („prematurely“) an die Medien gegeben worden; er würde aber daran arbeiten, andere Countrysänger aus Nashville als Sponsoren zu gewinnen. Außerdem gab es Zweifel an Wrights Rennerfahrung. Seine Behauptung, bereits 43 Grand-National-Rennen bestritten zu haben, konnte kein Fahrer dieser Serie bestätigen; niemand konnte sich daran erinnern, jemals gegen Wright gefahren zu sein. Auf entsprechende Vorhaltungen änderte Wright seine Geschichte ab; er erklärte nun, private Clubrennen auf Strecken gefahren zu sein, auf denen auch die Grand-National-Serie antritt.
Ungeachtet dieser Zweifel akzeptierten die Organisatoren des Winston 500 Wrights Meldung, weil er die Antrittsgebühr entrichtet und ein regelkonformes Einsatzfahrzeug gemeldet hatte.

### Das Rennen:Winston 5001982

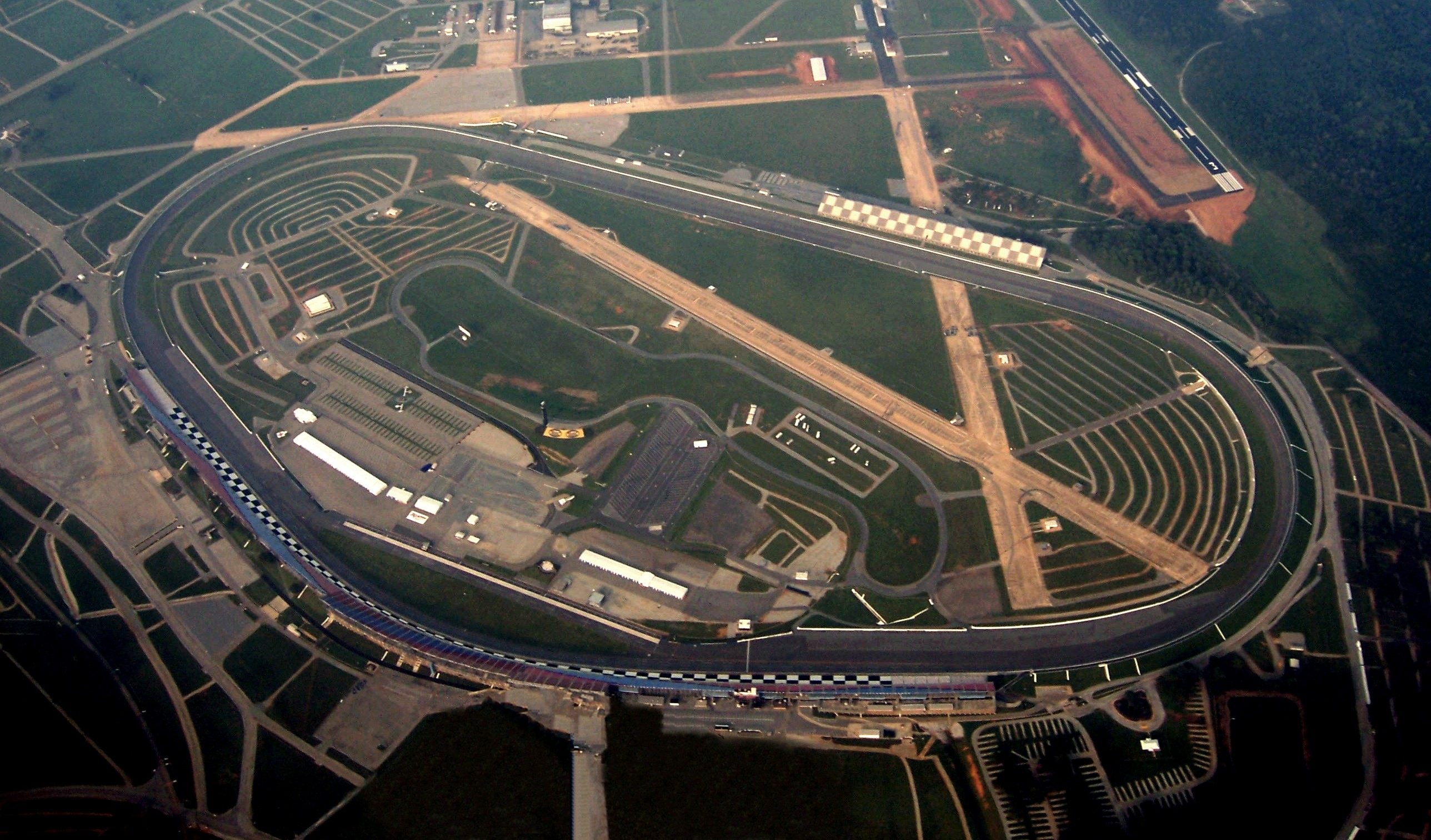
Alabama International Motor Speedway

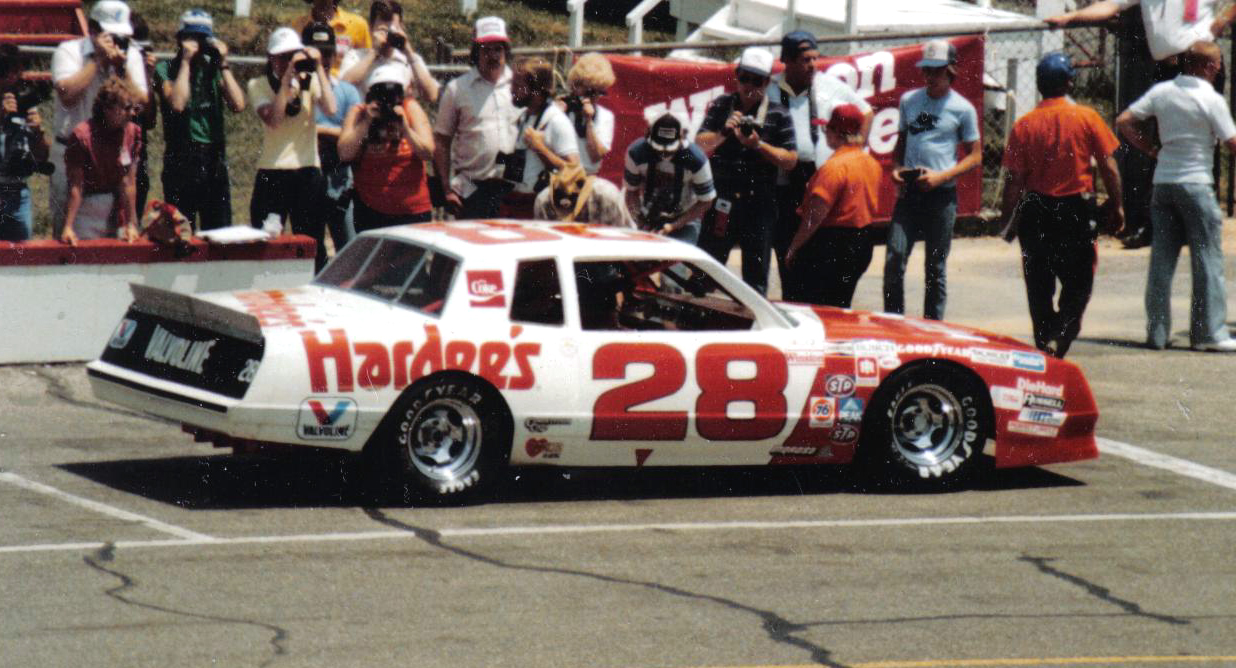
Ein Chevrolet Monte Carlo in NASCAR-Ausführung

Das Winston-500-Rennen der Saison 1982 fand am 2. Mai 1982 auf dem Alabama International Motor Speedway, in Talladega, Alabama, statt. Die Strecke befindet sich im Zentrum Alabamas und ist die größte Rennstrecke im Rennkalender der NASCAR. Sie liegt etwa 400 km südlich von Nashville.
Wright wurde bei diesem Rennen als Rookie eingestuft. Zu seinem Team Music City Racing gehörten etwa fünf Mechaniker, von denen einer William Dunaway war, der zwei Wochen vorher noch als Wrights Manager aufgetreten war. Teammanager war Sterling Marlin. Music City Racing meldete einen 1981er Chevrolet Monte Carlo, den Marlin getunt hatte. Der schwarz lackierte Wagen erhielt die Startnummer 34. Während des Rennwochenendes gewann Marlin den Eindruck, dass Wright „nicht viel“ von dem verstanden habe, „was bei einem Rennen vor sich geht“. Er habe viele Fragen nach Dingen gestellt, die einem Rennfahrer normalerweise bekannt seien.
Im Zeittraining fuhr Wright eine Höchstgeschwindigkeit von 187,379 mph (301 km/h), die ihn für den 36. von insgesamt 40 Startplätzen qualifizierte. Benny Parsons, der auf die Poleposition kam, war 22 km/h schneller. Während des Qualifyings kam Wrights Chevrolet von der Strecke ab und kollidierte mit einer Mauer. Das Auto wurde nur leicht beschädigt; es konnte bis zum Rennbeginn repariert werden.
Im Rennen legte Wright 13 der insgesamt 188 Runden zurück. Nur acht davon wurden frei gefahren; fünf Runden fanden nach einem Unfall unter Cautions-Bedingungen statt. Nach 13 Runden war Wrights Rennen beendet. Zu den Gründen seines Ausscheidens finden sich widersprüchliche Angaben. Einigen Quellen zufolge hat Wrights Auto einen Motorschaden erlitten, während andere Quellen behaupten, Wright sei disqualifiziert worden, weil er zu langsam fuhr.
Wright wurde im Gesamtklassement als 39. und Vorletzter gewertet. Meisterschaftspunkte erhielt er nicht, weil seine Meldung verspätet erfolgt war.

### Nach dem Rennen
Unmittelbar nachdem Wright seinen Wagen abgestellt hatte, holte er bei der Rennleitung das Preisgeld in Höhe von 1.545 US-$ ab. Daraufhin verschwand er von der Rennstrecke und wurde nicht mehr gesehen. Er ließ sein Team, das Auto und die übrige Ausrüstung zurück.
In der Woche nach dem Rennen platzten alle Schecks, die Wright in den Tagen zuvor ausgestellt hatte. Damit wurde den Beteiligten klar, dass sie einem Betrüger aufgesessen waren. Sterling Marlin, Wrights Teammanager, erklärte rückblickend, er habe geahnt, dass da „etwas Komisches vor sich geht“, und einen Betrug „mehr oder weniger erwartet“. Das NASCAR-Management gab später zu, L. W. Wright vor der Lizenzvergabe nicht sorgfältig überprüft zu haben: Wright sei so eloquent aufgetreten, dass eine Überprüfung vollständig ausgeblieben sei.

## Einschätzungen
Dass Rennfahrer nicht unter ihrem wirklichen Namen antreten, ist nicht gänzlich ungewöhnlich. Einige Fahrer melden sich aus Rücksicht auf ihre Familie oder auf ihr hauptberufliches Umfeld für ihre Rennaktivitäten unter einem Pseudonym. Beispiele dafür waren der deutsche Unternehmer Louis Krages („John Winter“), Romano Perdomi („Tiger“) oder der sizilianische Notar Francesco Attaguile („Mr. Arriva“). Der Fall von L. W. Wright lag aber anders: Hier wurde ein falscher Name gewählt, um einen Betrug zu ermöglichen bzw. seine Verfolgung zu verhindern.
Die NASCAR-Organisatoren sahen sich durch Wright „auf den Arm genommen“ (fooled) und in eine peinliche Situation gebracht. In der zeitgenössischen Presse wurde L. W. Wright einige Wochen lang als Mystery Driver betitelt. Die Kommentare zu seinem Betrug fielen unterschiedlich aus. Ein Zeitungsautor verglich Wright mit der Marathonläuferin Rosie Ruiz, die beim Boston-Marathon 1980 als Erste ins Ziel gekommen war, nachdem sie mutmaßlich einen Teil der Strecke mit der Untergrundbahn zurückgelegt hatte:

(Wright) did to auto racing what Rosie Ruiz did to marathoning.

„Wright hat das mit dem Motorsport gemacht, was Rosie Ruiz mit dem Marathonlauf angestellt hat.“

Die Gleichsetzung war insoweit falsch, als Ruiz mutmaßlich während des Wettbewerbs selbst betrogen hatte, Wright hingegen nicht. Andere Journalisten zeigten dagegen verhaltene Sympathie:

If L. W. Wright – whoever and wherever he may be – accomplishes nothing else in his lifetime, he will have added a chapter to auto racing’s folkore.

„Wenn L. W. Wright – wer und wo auch immer er sein mag – in seinem Leben nichts anderes erreicht hat, dann hat er doch immerhin der Folklore des Motorsports ein weiteres Kapitel hinzugefügt.“